# Rosa Weiser
Rosa Augusta Weiser, auch Rosl Weiser (* 25. August 1897 in Salzburg; † 11. Jänner 1982 in Oberalm) war eine österreichische Architektin.

## Leben und Werk
Nach dem Schulabschluss arbeitete sie zunächst in der Buchhaltung des Stadtbauamtes der Gemeinde Salzburg. 1920 nahm sie ein Studium an der Kunstgewerbeschule des österreichischen Museums für Kunst und Industrie auf. Sie studierte bei Carl Witzmann, Rosalia Rothansl sowie drei Jahre in der Fachklasse für Architektur bei Oskar Strnad. In ihrem Abschlussjahr 1924 präsentierte Rosa Weiser den Entwurf eines Landhauses in der Architekturausstellung im Österreichischen Museum für Kunst und Industrie. Das Studium schloss sie 1924 ab, erhielt aus unbekanntem Grund jedoch erst 1928 ihr Abgangszeugnis.
Ihre erste Anstellung erhielt sie im Österreichischen Verband für Siedlungs- und Kleingartenwesen. Sie stattete 1926 das Österreichhaus auf der Großen Ausstellung für Gesundheitspflege, soziale Fürsorge und Leibesübungen (GeSoLei) in Düsseldorf aus. Nach dem Wechsel in das Einrichtungshaus Haus & Garten von Oskar Wlach und Josef Frank bearbeitete sie Häuser und Wohnungseinrichtungen als Gesamtkunstwerk. Ab 1927 war sie für verschiedene Architekturbüros in Österreich und Deutschland tätig und machte sich 1930 selbständig. Im Jahr 1930 bereiste sie Frankreich, England und Deutschland. Sie realisierte Wohnungseinrichtungen und Wohnungsumbauten in Wien und Salzburg vom Entwurf bis zur Bauleitung, beteiligte sich an Ausstellungen und Wettbewerben. 1932 richtete sie im Rahmen der Wiener Werkbundausstellung das Reihenhaus Nr. 56 von Gerrit Rietveld ein. Rosa Weiser entwickelte Typenwohnungen und Typenhäuser. Sie spezialisierte sich auf die Entwicklung von Kleinhäusern mit optimierter Einrichtung. Ihre Tätigkeit zwischen 1938 und 1945 nach dem Anschluss Österreichs ist bisher nicht erforscht.
Die Prüfung zum Ziviltechniker legte Rosa Weiser am 31. Dezember 1949 ab. Sie war damit Mitglied der Ingenieurkammer für Wien, Niederösterreich und das Burgenland. 1956 bis 1958 errichtete sie das Mehrfamilienwohnhaus Breitenfurter Straße 556 im 23. Wiener Bezirk. Mit Hans Bichler schuf sie 1963 bis 1965 die Wohnanlage am Montecuccoliplatz 1–3 im 13. Gemeindebezirk. 1968 stellte sie mit der Rückgabe der Befugnis ihre Berufstätigkeit ein.

## Werke
- 1924 Einfamilienhaus[3][4]

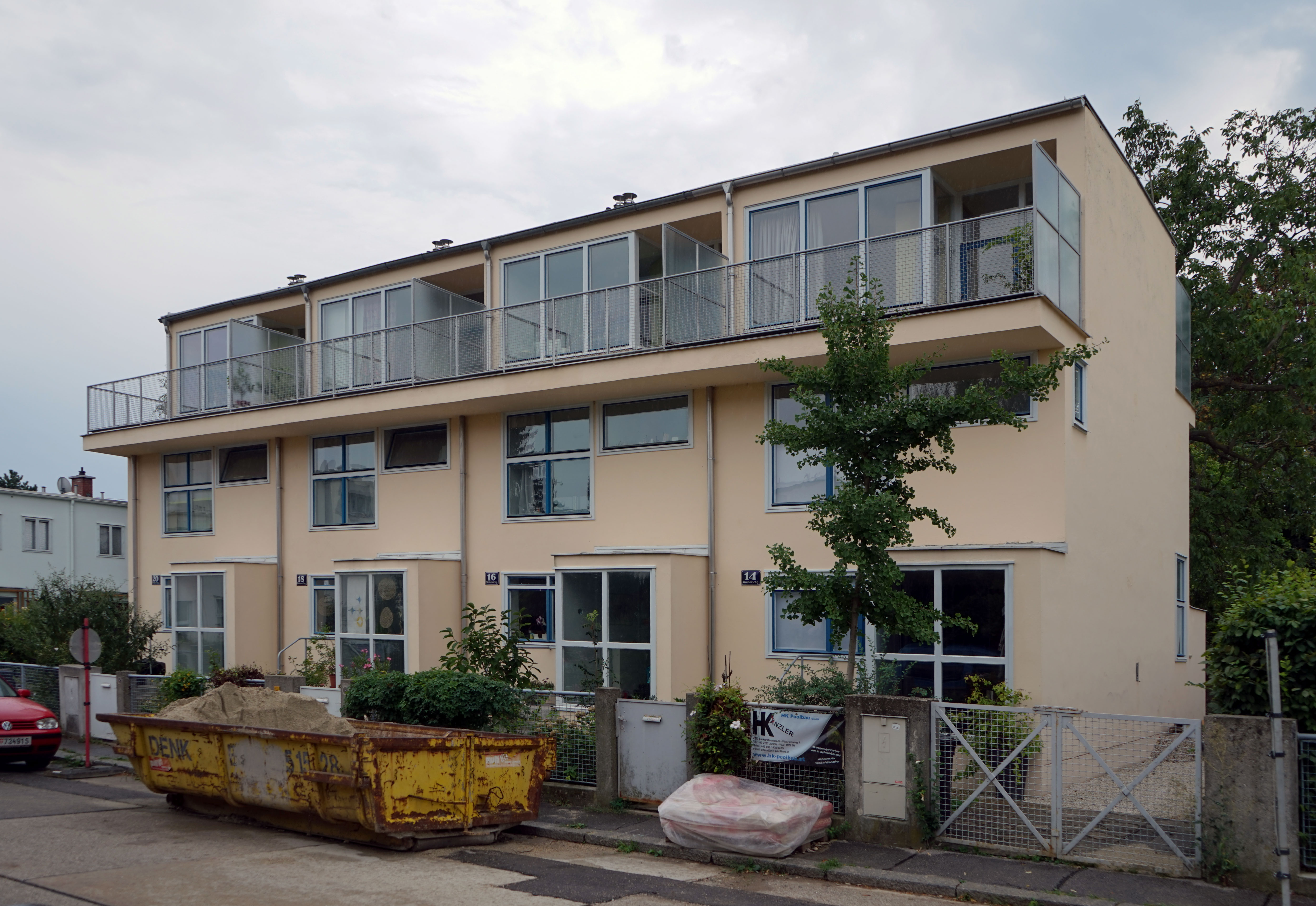
Woinovichgasse 14 bis 20, Gerrit Rietveld, 1932, ganz rechts das Haus ehemals Nr. 56

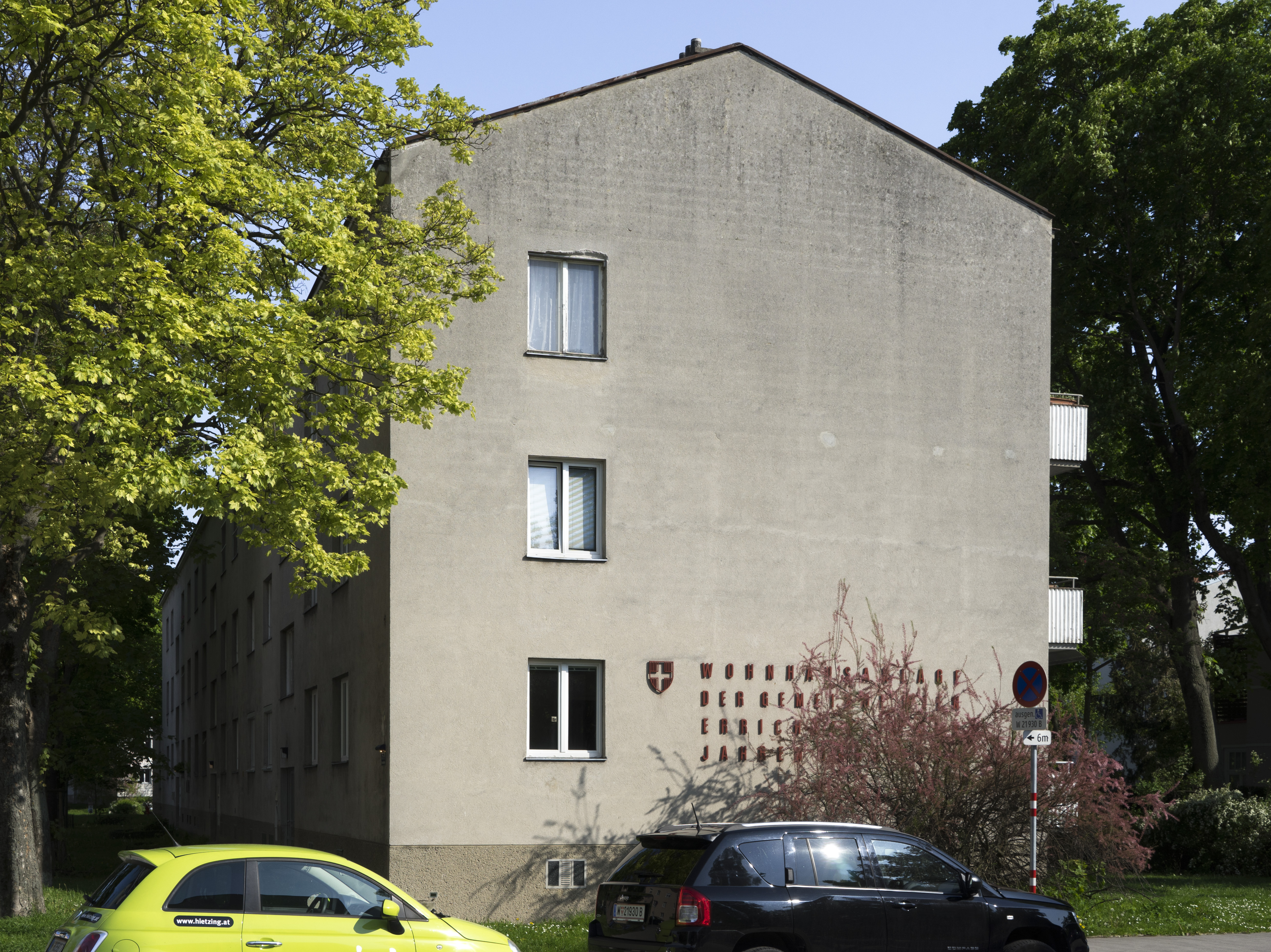
Wohnhausanlage Montecuccoliplatz 1–3

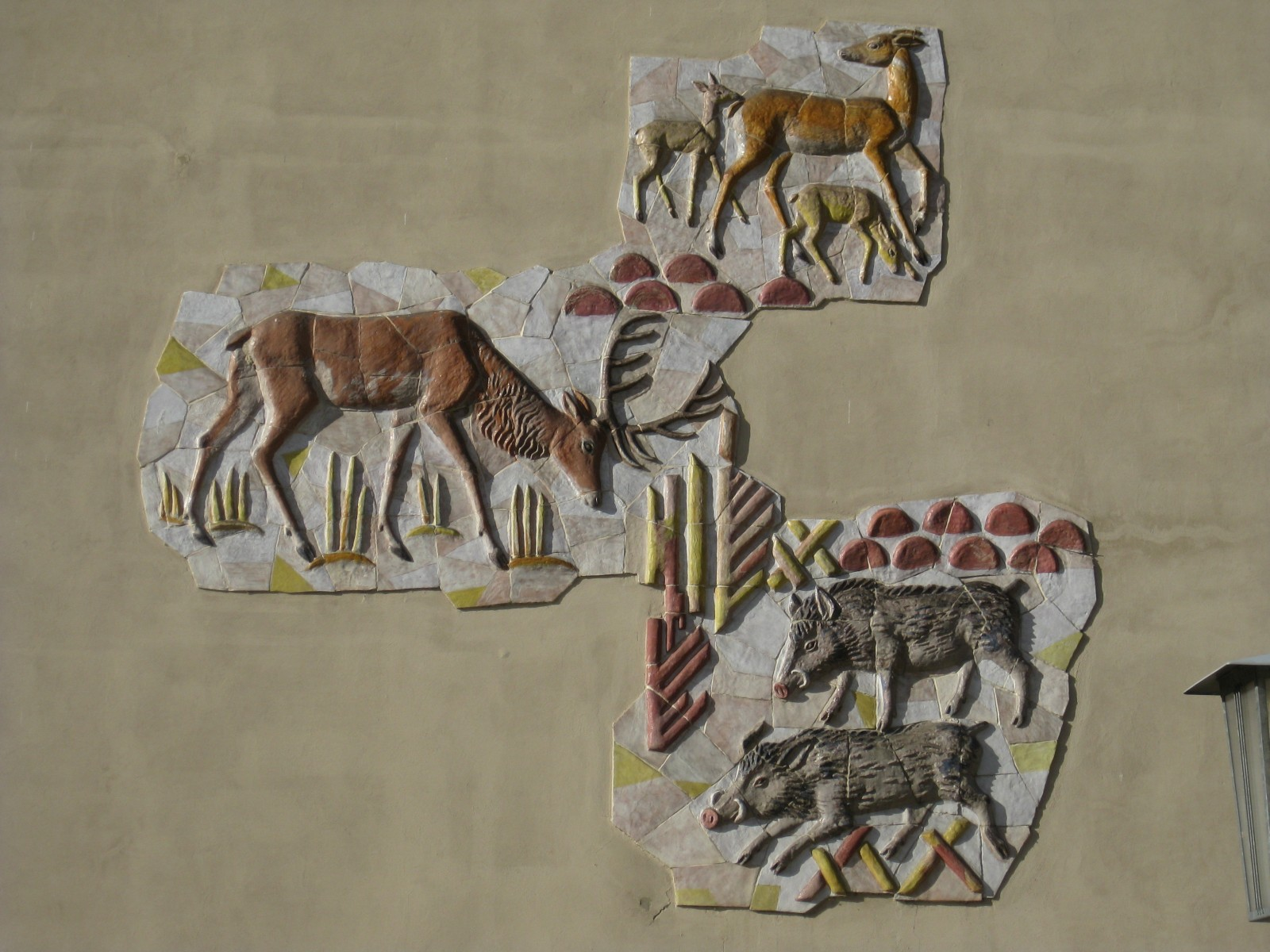
Breitenfurter Straße 556, Wandrelief Jagdszenen, Hertha Bucher 1958

- 1926 Ausstattung für das Österreich-Haus, GeSoLei, Düsseldorf
- 1928 Umbauten Hotel Bristol, Salzburg
- 1930 Inneneinrichtung Haus 56, Werkbundsiedlung[5]
- 1932 Mitarbeit an der Arenberg-Bebauung, Salzburg
- 1958 Mehrfamilienwohnhaus mit 29 Wohnungen, Breitenfurter Straße 556[6]
- 1965 Wohnanlage mit 109 Wohnungen, Montecuccoliplatz 1–3[7]

## Ausstellungen (Auswahl)
- 1924 Architekturausstellung im Österreichischen Museum für Kunst und Industrie
- 1925 Exposition internationale des arts décoratifs et industriels modernes, Paris
- 1926 Innenausstattung im Haus Österreich auf der GeSoLei, Düsseldorf
- 1932 Innenausstattung Reihenhaus Nr. 56 von Gerrit Rietveld, Werkbundausstellung Wien

Posthum
- 2005 Die Neuen kommen!, Ringturm, Wien[8]